# ایمن کاری
ایمن کاری (انگلیسی: Ayman Kari؛ زادهٔ ۱۹ نوامبر ۲۰۰۴) بازیکن فوتبال اهل فرانسه است.
وی همچنین در تیم‌های ملی فوتبال زیر ۱۸ سال فرانسه و زیر ۱۹ سال فرانسه بازی کرده‌است.